# Temnothorax wollastoni
Temnothorax wollastoni is een mierensoort uit de onderfamilie van de Myrmicinae. De wetenschappelijke naam van de soort is voor het eerst geldig gepubliceerd in 1940 door Donisthorpe.